# Liparis remota
Liparis remota là một loài thực vật có hoa trong họ Lan. Loài này được J.Stewart & Schelpe mô tả khoa học đầu tiên năm 1981.